# そめちめ
そめちめ（12月9日 - ）は、日本の漫画家。
大学生になってから本格的に漫画を描くようになる。趣味でTwitter（現：X）に投稿していた漫画が話題になり、2018年に『ゆりひめ@ピクシブ』（一迅社）にて開始した『ヒーローさんと元女幹部さん』で連載デビューした。『コミック百合姫』において『崖っぷち令嬢は黒騎士様を惚れさせたい！』を連載中。

## 人物
子どものころに着ていた服に「sometime」と書かれていたことが名前の由来となっている。
好きなものは特撮と百合。
特撮については、幼少のころにも日曜朝に放送される番組を視聴していたが、中学時代に特撮好きの友人の影響で『仮面ライダー鎧武』を視聴し、ヒーローが変身する過程の絵面のおかしさと変身後の格好良さやストーリーの面白さのギャップに惹かれて本格的にはまった。
百合については、『カゲロウプロジェクト』の
小説に登場した「これが百合ってやつですか」という台詞で初めて存在を知り、同時期に視聴していたアニメ『桜Trick』に衝撃を受けて興味を持つようになった。それ以前にも『ケロロ軍曹』の日向夏美と東谷小雪のペアを好きだと感じることはあったという。

## 作品リスト

### 連載
- ヒーローさんと元女幹部さん（『ゆりひめ@ピクシブ』2018年10月8日[5] - 2022年7月8日[6]）
- ほうかご再テンセイ！（『まんがタイムきららフォワード』2022年3月号[7] - 2023年9月号[8]）
- 崖っぷち令嬢は黒騎士様を惚れさせたい！（原作：洲央、『コミック百合姫』2024年4月号[4] - 連載中）

### 読み切り
- シロ、魔法少女になりたい！（『バーチャルYouTuber 電脳少女シロ 公式コミックアンソロジー 〜ぱいーん☆しよう編〜』2018年） - 電脳少女シロのアンソロジー寄稿作品。
- ナナモリ★レイジ（原作：なもり、『ゆるゆりアンソロジー 10周年記念ver.』2019年[9]） - 『ゆるゆり』のアンソロジー寄稿作品。
- ずるい（原作：仲谷鳰、『やがて君になる 公式コミックアンソロジー』2巻、2020年[10]） - 『やがて君になる』のアンソロジー寄稿作品。
- BLUE REFLECTION RAY/澪 描き下ろし漫画 月ノ宮女子寮七夕祭りキャンペーン ベストバディコンテスト（2021年[11][12]）
- カバー袖4コマ漫画（原作：伊藤いづも、『まちカドまぞくアンソロジーコミック』1巻、2022年[13]） - 『まちカドまぞく』のアンソロジー寄稿作品。
- Live the Life you Love（原作：Spider Lily、『リコリス・リコイル 公式コミックアンソロジー リピート』1巻、2022年[14]） - 『リコリス・リコイル』のアンソロジー寄稿作品。
- Speak of the devil and they shall appear（原作：Spider Lily、『リコリス・リコイル 公式コミックアンソロジー リピート』3巻、2023年） - 『リコリス・リコイル』のアンソロジー寄稿作品。
- 雪は熱に浮かされて（『ブルーアーカイブ コミックアンソロジー VOL.4』2024年[15]） - 『ブルーアーカイブ -Blue Archive-』のアンソロジー寄稿作品。
- マジガワ！〜魔法少女のきぐるみ〜（『まんがタイムきららMAX』2024年10月号[16]・11月号[17]・2025年1月号[18]・2月号[19]）
- 下北沢をすごい速さで走る猫背のままのトラ（原作：はまじあき、『ぼっち・ざ・ろっく！アンソロジーコミック』4巻、2024年[20]） - 『ぼっち・ざ・ろっく！』のアンソロジー寄稿作品。

### 書籍
- 『ヒーローさんと元女幹部さん』、一迅社〈百合姫コミックス〉2019年 - 2022年、全5巻
- 『ほうかご再テンセイ！』、芳文社〈まんがタイムKRコミックス フォワードシリーズ〉2022年 - 2023年、全3巻
  1. 2022年9月12日発売[21][22]、ISBN 978-4-8322-7396-2
  2. 2023年2月10日発売[22]、ISBN 978-4-8322-7437-2
  3. 2023年10月12日発売[22]、ISBN 978-4-8322-7493-8
- 『崖っぷち令嬢は黒騎士様を惚れさせたい！』、原作：洲央、一迅社〈百合姫コミックス〉2024年 - 、既刊2巻（2025年4月17日現在）
  1. 2024年8月17日発売[23][24]、ISBN 978-4-7580-2752-6
  2. 2025年4月17日発売[25]、ISBN 978-4-7580-2882-0